# Eva Svobodová
Eva Svobodová (1. května 1907 Praha – 3. ledna 1992) byla česká herečka, matka hudebníka Jiřího Stivína a herečky Zuzany Stivínové starší a babička Zuzany Stivínové mladší.

## Život
Pocházela z umělecké rodiny, jejím otcem byl režisér a divadelní pedagog Milan Svoboda, hercem byl i její bratr Miroslav Svoboda .
V letech 1926 až 1929 studovala na dramatickém oddělení Státní konzervatoře hudby v Praze.
Během svého života hrála ve více než stovce českých filmů i v mnoha televizních pořadech a inscenacích, většinou se ale jednalo o malé epizodní role, velmi často hrála prosté ženy z lidu. V letech 1929–1945 působila v Divadle na Vinohradech a v letech 1950–1982 a pak ještě v sezóně 1984/1985 v Městských divadlech pražských. Ztvárnila také roli správcové ve známé filmové písničce (tj. ve starém videoklipu) se známou písní Chtěl bych mít kapelu.
O jejím životě její syn Jiří Stivín natočil střihový dokumentární film Máma a já, který uvedla i Česká televize.

## Citát
S Evou mne spojuje vzpomínka na Roudnici, kde její otec profesor Milan Svoboda učil na gymnáziu. Já jsem ho poznal později jako žák konzervatoře, kde byl jedním z pedagogů...Eva tedy pochází z divadelní rodiny. Jeden z jejích bratrů – Miroslav – hrál ve Vančurově filmu "Před maturitou". 
Svatopluk Beneš